# Męczennicy z Salsette
Męczennicy z Salsette – grupa beatyfikowanych czterech katolickich duchownych i brata zakonnego, znanych też jako „Rudolf Acquaviva i towarzysze”, oraz hinduskich chrześcijan, męczenników, ofiar prześladowań religijnych w Indiach.

## Geneza męczeństwa
Po dotarciu do Indii Vasco da Gamy, Portugalczycy przedsięwzięli działania mające na celu w sposób siłowy wprowadzenie chrześcijaństwa. Próbę przywrócenia cywilizowanych form ewangelizacji, które by nie budziły oporu i protestów, a przede wszystkim były zgodne z nauką Kościoła katolickiego, podjął na czele grupy jezuitów Rudolf Acquaviva. Stosując metodę procesów inkulturacji dzięki poznaniu kulturowych realiów i lokalnych systemów wartości jezuiccy misjonarze skutecznie prowadzili działalność ewangelizacyjną. 
Misjonarze w osobach Michała Ruggiero, Mateusza Ricci (późniejszych duszpasterzy Chin) wraz z Rudolfem Acquavivą wysłani zostali na wschód i tam w 1578 r. dobijając do Goa rozpoczęli działalność, realizując powołanie przez nawracanie na katolicyzm i pracę dydaktyczno-wychowawczą w kolegiach jezuickich i dworze Akbara w Fatehpur Sikri. Korzystając z początkowo okazywanej przez władcę przychylności uczestniczyli w organizowanych dyskusjach z islamskimi duchownymi co pozostało bez wpływu na Akbara. Rudolf Acquaviva na dworze Wielkiego Mogoła pozostawił Hieronima Xaviera, Emanuela Pinto, zaś sam posłuszny nakazom udał się na wyspę Salsette, gdzie miał zostać przełożonym tamtejszej misji.
15 lipca 1583 r. grupa miejscowych chrześcijan i misjonarze zostali napadnięci przez podburzonych przez lokalnych hinduskich guru i wymordowani w trakcie stawiania krzyża pod budowę kościoła w Cuncolim. Ciała zabitych wrzucono do studni, która stała się miejscem pielgrzymek.
Po wydobyciu zwłok uroczysty pogrzeb męczenników odbył się w kościele Matki Bożej Śnieżnej w Rachol.  Przeniesienia relikwii dokonano w 1597 roku do kolegium świętego Pawła w Goa, a translacja do Katedry Sé w Starym Goa dokonana została w 1862 roku.

## Ofiary pogromu
- bł. Rudolf Acquaviva SJ, (1550-1583)[1] prezbiter
- bł. Piotr Berno SJ, (1552-1583)[8] prezbiter
- bł. Alfons Pacheco SJ, (1551-1583)[8] prezbiter
- bł. Antoni Francisco SJ, (1551-1583)[9] prezbiter
- bł. Franciszek Aranha SJ, (1551-1583)[10][11] brat zakonny[a]
- Dominik, ministrant
- Alfons, ministrant
- Paweł Acosta, uczeń
- Franciszek Rodriguez, uczeń[11][b]

Ostatni czterej z wymienionych z braku udokumentowanych danych nie doczekali się beatyfikacji.

## Beatyfikacja i znaczenie
Przez hinduskich chrześcijan od czasów pogromu wszyscy wymordowani otoczeni są kultem prywatnym. W 1741 roku papież Benedykt XIV ogłosił uznanie męczeństwa ofiar pogromu. Beatyfikacji grupy „Rudolfa Acquavivy i towarzyszy” dokonał Leon XIII w dniu 30 kwietnia 1893 roku w Rzymskiej Bazylika św. Piotra sankcjonując kult publiczny (por. KPK 1187). Wspomnienie liturgiczne męczenników obchodzone jest 25 lipca. Szczególnym miejscem kultu jest Archidiecezja Goa.